# 대니 누치
대니 누치(Danny Nucci, 1968년 9월 15일 ~ )는 미국의 배우이다. 오스트리아에서 모로코인 어머니와 이탈리아인 아버지 밑에서 태어났으며, 7살 때 가족이 다함께 미국으로 이민하였다.

## 출연 작품

### 영화
- 얼라이브 (1993) - 우고 디아스 역
- 크림슨 타이드 (1995)
- 더 록 (1996) - 셰퍼드 중위 역
- 타이타닉 (1997) - 파브리지오 역
- 월드 트레이드 센터 (2006)

### 텔레비전
- 포스터 가족 (2013-18)
- 9-1-1 (2019-22)
- 오퍼: 대부 비하인드 스토리 (2022)